# Pseudophysocephala caenoneura
Pseudophysocephala caenoneura är en tvåvingeart som beskrevs av Krober 1939. Pseudophysocephala caenoneura ingår i släktet Pseudophysocephala och familjen stekelflugor.
Artens utbredningsområde är Tanzania. Inga underarter finns listade i Catalogue of Life.